# Blattella asahinai
Blattella asahinai, la cucaracha asiática es una especie de cucaracha que fue descubierta el año 1981 en la isla de Okinawa, Japón.
Es casi indéntica a la cucaracha germánica excepto por unas pequeñas diferencias morfológicas. Como la cucaracha germánica, tiene una longitud de 1,6 cm (aproximadamente), tiene un color marrón claro y dispone de alas. Sus alas son mayores que las de la cucaracha germánica, también hay una diferencia considerable con la cucaracha germánica con la anchura del abdomen. El modo más rápido de describir sus diferencias es que la cucaracha asiática es muy hábil en vuelo (casi como una mariposa) y le atrae la luz, al contrario que la cucaracha germánica. Esta especie prefiere vivir en el exterior, en cambio a la cucaracha germánica le gusta más vivir en interiores.
Fue descrita originariamente en 1981 por el Dr. Takayuki Mizukubo en Okinawas, Japón. Ha sido introducida en otras partes del mundo. Se la encontró en Florida, Estados Unidos en 1986.

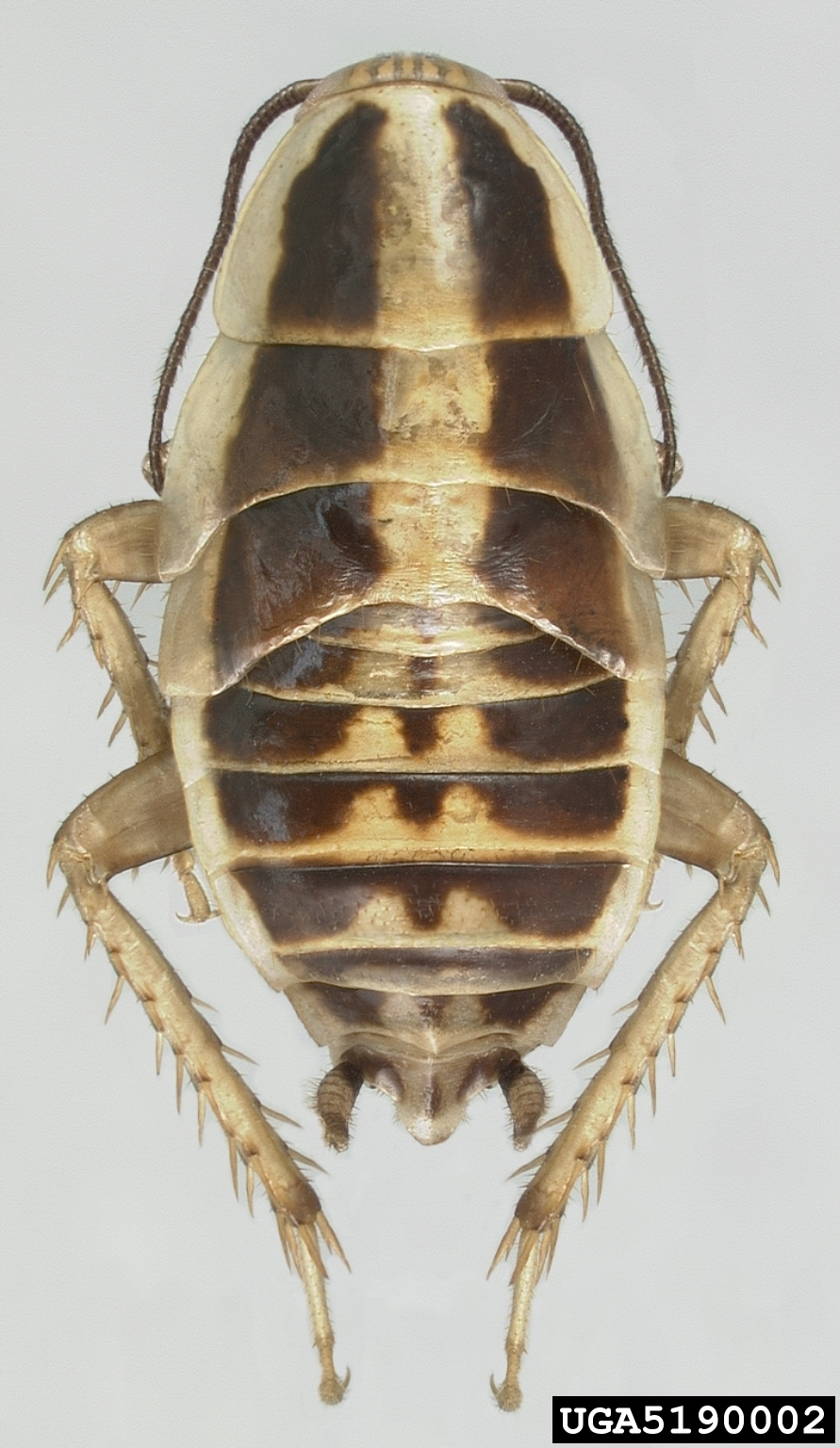
Ninfa